# 古森結衣
古森 結衣（こもり ゆい、1997年〈平成9年〉12月2日 - ）は、日本のタレント、ライバー、元女性アイドル。女性アイドルグループ・HKT48、10COLOR'S、GALETTe、転校少女歌撃団の元メンバー。ファイブリッジミュージック、株式会社321所属。山口県光市出身。

## 略歴
2011年7月、HKT48第1期生オーディションに合格。同年10月23日西武ドームでお披露目。11月26日から始まったHKT48劇場での初公演に選抜メンバーとして出演。2012年3月4日に結成されたチームHでも選抜メンバーに選ばれた。
しかし、2012年8月18日、江藤彩也香、菅本裕子、谷口愛理、仲西彩佳の4名とともにグループを脱退することが発表される。「一身上の都合により、HKT48メンバーとしての活動を辞退したい」との5名からの申し出があり、18日付で受理された、との説明がなされたが、これに対し、古森の父親は、古森が自主的に活動を辞退したのではなく、AKS側から不当に解雇されたと訴えており、その言い分が『週刊文春』9月13日号に掲載された。
HKT48脱退後、地元山口県に帰り、下関市を拠点に活動するローカルアイドル・10COLOR'S結成に参加。中心メンバーとして活動していたが、2013年11月8日、北九州市・小倉駅前のあるあるCityを拠点に活動するGALETTeに加入。これに伴い、10COLOR'Sを同年12月1日卒業。
2015年にはGALETTeの活動拠点を東京に移すため上京。しかし、10月に足を骨折、12月29日、Zepp DiverCity TOKYOでのワンマンライブで復活するまで休養を余儀なくされた。
GALETTeは所属事務所・あるあるCityエンターテイメントの事業撤退のため2016年10月26日解散。これを機に山口に戻る予定だったが、@JAM総合プロデューサー・橋元恵一の推薦で2017年1月28日、転校少女歌撃団に「転校生」として加入。同年4月25日発売のシングル『この世界にサヨナラして』のType-Cでは、GALETTeの楽曲「じゃじゃ馬と呼ばないで」をカヴァーしている。
2018年1月24日、転校少女歌撃団を卒業するとともに、アイドル活動を終了することを発表。同年4月24日にマイナビBLITZ赤坂で行われたワンマンライブで卒業した。これに伴い転校少女歌劇団はグループ名を「転校少女*」に改名したが、古森卒業から3年9か月後の2022年1月16日をもって解散した。
2019年4月15日、GALETTeの楽曲を多く手がけた筑田浩志が音楽プロデューサーを務めるG-COMPLExが新宿BLAZEで行う2ndワンマンライブをプロデュースすることが決定していたが、G-COMPLExの一時活動休止およびメンバー卒業による新体制発足に伴い延期となった。
2021年9月21日、Pocochaにて「こもりゆい」名義で配信開始。
2025年2月4日、結婚し第1子を出産したことを発表した。

## 参加曲

### シングル
AKB48
- 「ギンガムチェック」に収録
  - あの日の風鈴（2012年8月29日） - 「ウェイティングガールズ」名義 EAN 4988003426774

### アルバム
AKB48
- 『1830m』に収録
  - 青空よ 寂しくないか?（2012年8月15日） - 「AKB48+SKE48+NMB48+HKT48」名義 EAN 4988003426767

### 劇場公演ユニット曲
HKT48 第1期生（研究生）「手をつなぎながら」公演
- チョコの行方[4]

 HKT48 チームH 1st Stage「手をつなぎながら」公演
- チョコの行方

## 出演

### テレビ
- えりぬきアイドルがその場で調べるニュースの結論（略して）バラ売り（2016年1月19日 - 2019年11月30日、Kawaiian TV）
※#1 -#19（#11、#15除く）、年越しSP、#28、#35、#79[19]

### 舞台
- 劇団た組。番外公演『元気が出る病院！』（2016年4月20日 - 24日、ライブステージ ほっぢポッヂ）[20]

### 主催イベント
- 古森結衣×吉田豪トークイベント ～すべてさらけ出しまshow～（2018年7月16日、阿佐ヶ谷ロフトA）[21]